# Hyda excelsa
Hyda excelsa är en fjärilsart som beskrevs av Rothschild 1931. Hyda excelsa ingår i släktet Hyda och familjen björnspinnare. Inga underarter finns listade i Catalogue of Life.